# Prostituție
Prostituția este o formă de muncă sexuală ce presupune implicarea în activități sexuale în schimbul unei plăți. Definiția „activității sexuale” variază și este adesea descrisă ca o activitate ce implică contact fizic cu clientul. Aceasta este cunoscută eufemistic ca „cea mai veche meserie din lume”. Majoritatea persoanelor care practică prostituția sunt femei și  sunt numite prostituată sau lucrătoare sexuală, sau peiorativ „curvă” sau „târfă”.
Prostituția se manifestă sub diverse forme, în funcție de contextul cultural, economic și legal. Aceasta poate fi practicată pe stradă, prin servicii de escortă, sau în cadrul unor unități specializate, precum bordelurile. În cazul serviciilor de escortă, întâlnirile pot avea loc fie la domiciliul clientului sau într-un hotel („out-call”), fie la reședința furnizorului sau într-un spațiu închiriat special („in-call”). Prostituția constituie una dintre ramurile industriei sexului, alături de pornografie, striptease-ul și dansul erotic.
Statutul juridic al prostituției diferă între state sau chiar între regiuni din cadrul aceleiași țări. În funcție de legislație, aceasta poate fi clasificată:
- activitate ilegală cu apllicare activă (Iran)
- ilegală, dar rar sancționată (India)
- dezincriminată, legală, dar nereglementată (Noua Zeelandă)
- recunoscută și reglementată prin lege (Germania).

## Proxenetism
Proxenetismul se referă la facilitatea sau intermedierea activității sexuale dintre o prostituată și un client, în scopuri comerciale. Un proxenet, cunoscut în limbaj colocvial drept pimp, codoș sau pește, este o persoană care facilitează prostituția altora și încasează o parte din veniturile acestora. Un astfel de intermediar poate colecta o parte din câștigurile prostituatei, în schimbul unor servicii precum publicitate, protecție fizică sau furnizarea unui spațiu pentru desfășurarea activității. La fel ca prostituția, legalitatea activităților specifice unui proxenet variază în funcție de legislația locală. Ca exemple de activități de tip proxenet sunt:
- recrutarea sau racolarea sau traficarea de persoane în scopul exploatării sexuale;
- administrarea, deținerea sau organizarea unui spațiu în care se desfășoară activități de prostituție (bordeluri sau apartamente închiriate);
- încasarea de bani sau alte beneficii materiale din prostituția altor persoane, indiferent dacă a existat consimțământul acestora;
- furnizarea de servicii logistice (transport, promovare online, protecție etc.) în scopul facilitării prostituției;
- constrângerea, manipularea emoțională sau psihologică a unei persoane pentru a întreține relații sexuale contra cost;
- utilizarea internetului sau a altor mijloace de comunicare pentru promovarea sau intermedierea activităților sexuale comerciale ale altora;
- acompanierea unei persoane în vederea întâlnirii cu clientul și supervizarea acesteia;
- exploatarea minorilor sau a persoanelor vulnerabile din punct de vedere psihologic, economic sau social.

În numeroase contexte, proxenetismul este asociat cu forme grave de abuz și exploatare. Relațiile dintre proxeneți și persoanele prostituate sunt frecvent marcate de control coercitiv, violență fizică sau psihologică, manipulare, constrângere economică și intimidare. Printre metodele utilizate se numără violența fizică, violul (inclusiv în grup), privarea de hrană, izolarea, marcarea corporală prin tatuaje forțate pentru a semnala „proprietatea”, administrarea forțată de droguri și amenințările la adresa apropiaților victimei.
În multe cazuri, victimele sunt recrutate prin înșelăciune, sechestrare sau chiar răpite și forțate să se prostitueze, inclusiv minori. În jurisdicțiile în care prostituția este ilegală, teama de repercusiuni legale determină persoanele exploatate să nu raporteze abuzurile, ceea ce consolidează dependența față de proxenet, reprezentat ca un „protector”.

### Forme de proxenetism
Proxenetismul clasic presupune obținerea de beneficii materiale de pe urma prostituției altor persoane. Această formă poate include recrutarea, transportul, cazarea sau administrarea activității persoanelor implicate în sex comercial. Proxenetul poate coordona mai multe persoane, controla locațiile unde acestea activează și poate impune taxe sau comisioane din veniturile obținute.
Grooming-ul, cunoscut și sub denumirea de metoda „Loverboy” sau „Romeo pimp”, constă în manipularea emoțională a unei persoane vulnerabile, adesea o minoră sau o tânără cu probleme sociale, pentru a o determina să se implice în prostituție. Proxenetul începe prin a simula o relație romantică, oferind afecțiune și sprijin, iar ulterior introduce constrângeri psihologice sau economice, determinând victima să se prostitueze „pentru binele relației”.
Marcarea corporală este o practică des întâlnită, prin care proxenetul își „semnează” persoanele controlate, utilizând tatuaje vizibile sau simbolice. Acestea pot conține numele, inițialele, porecla proxenetului sau alte semne distinctive și au rolul de a descuraja fuga, de a intimida și de a demonstra „proprietatea” asupra victimei.
Proxenetismul delegat constă în atribuirea rolurilor-cheie unei persoane intermediare, adesea o femeie de încredere sau o „madamă”, care administrează prostituatele, colectează banii și menține disciplina. Această structură permite liderului rețelei să se disocieze juridic, în timp ce controlează indirect activitatea.
Controlul prin violență și intimidare este o formă coercitivă de proxenetism, în care victima este menținută într-o stare de teamă constantă. Se utilizează frecvent bătăi, amenințări, violuri repetate, privare de hrană, drogare, izolare socială sau abuzuri psihologice, inclusiv rușinarea și devalorizarea constantă. Aceste metode au rolul de a rupe voința victimei și de a o face dependentă de proxenet.
Proxenetismul digital s-a extins odată cu dezvoltarea tehnologiei. Proxeneții moderni pot opera exclusiv online, controlând conturile de pe site-uri de escorte, publicând anunțuri și negociind direct cu clienții. Această formă reduce expunerea fizică a proxenetului, dar menține controlul asupra veniturilor și activității.
Proxenetismul asociat criminalității organizate implică rețele transnaționale sau locale care includ prostituția ca parte a unui ansamblu de activități ilegale, precum traficul de persoane, droguri, arme sau spălare de bani. În aceste structuri, prostituția este exploatată sistematic pentru generarea de venituri și recrutarea de noi membri.
Prostituția forțată se deosebește de cea voluntară prin lipsa consimțământului real al persoanei implicate. Chiar dacă o persoană aparent acceptă să practice sex comercial, dacă există constrângere, manipulare, dependență economică sau presiuni directe ori indirecte din partea unei alte persoane, situația se încadrează juridic ca formă de proxenetism sau trafic de persoane.

## Reglementarea prostituției
Decriminalizat - Fără sancțiuni penale pentru prostituție
     Legalizare - prostituție legală și reglementată
     Aboliționism - prostituția este legală, dar activitățile organizate, cum ar fi bordelurile și proxenetismul sunt ilegale; prostituția nu este reglementată
     Neo-aboliționism - ilegal să cumpere sex și pentru implicarea unei a treia părți, legal să vândă sex
     Prohibiționism - prostituție ilegală
     Legalitatea variază în funcție de legile locale

Decriminalizat - Fără sancțiuni penale pentru prostituție
Legalizare - prostituție legală și reglementată
Aboliționism - prostituția este legală, dar activitățile organizate, cum ar fi bordelurile și proxenetismul sunt ilegale; prostituția nu este reglementată
Neo-aboliționism - ilegal să cumpere sex și pentru implicarea unei a treia părți, legal să vândă sex
Prohibiționism - prostituție ilegală
Legalitatea variază în funcție de legile locale

În anumite țări, prostituția este reglementată prin lege și permite lucrătorilor sexuali să activeze în condiții controlate și protejate legal. Aceste reglementări sunt menite să reducă riscurile asociate activității. Printre măsurile reglementării se numără:
- Lucrătorii sexuali sunt autorizați să practice în condiții reglementate pentru a delimita activitatea legală de cea ilegală.
- Lucrătorii sexuali au acces la servicii de sănătate și protecție socială (pensie, indemnizații)  pentru a reduce marginalizarea socială.
- Lucrătorii sexuali sunt impozitați conform legislației fiscale pentru a transforma venitul din prostituție într-o sursă legală de venit.
- Lucrătorii sexuali beneficiază de reconversie profesională pentru reintegrarea lor în societate.
- Guvernul impune controale medicale periodice pentru lucrătorii sexuali pentru a preveni răspândirea bolilor cu transmitere sexuală.
- Guvernul implementează măsuri de protecție legală, precum drepturi, acces la justiție, protecție împotriva proxenetismului, sisteme de intervenție sau programe de educație.
- Guvernul previne traficul de persoane, exploatarea lucrătorilor sexuali și crima organizată prin monitorizarea activității.

### Decriminalizarea
Decriminalizarea privește prostituția ca pe orice alt tip de muncă și susține că locațiile industriei sexuale nu ar trebui să fie supuse unor reglementări sau legi speciale. Susținătorii acestei perspective, precum Amnesty International, invocă adesea cazuri de reglementare guvernamentală în regim de legalizare pe care le consideră intruzive, degradante sau violente, dar consideră că criminalizarea afectează negativ lucrătorii sexuali.

### Legalizarea
Unii consideră că prostituția ar trebui să fie legalizată și reglementată: prostituția poate fi considerată o afacere legitimă; prostituția și angajarea prostituatelor sunt legale, dar reglementate. Aceasta este situația actuală în Țările de Jos, Germania, majoritatea Australiei și părți din Nevada. Gradul de reglementare variază foarte mult; de exemplu, în Țările de Jos, prostituatele nu sunt obligate să urmeze controale de sănătate obligatorii, în timp ce în Nevada, reglementările sunt foarte stricte.
Deoarece prostituția este considerată o infracțiune în multe jurisdicții, veniturile sale substanțiale nu contribuie la veniturile fiscale ale statului, iar lucrătorii sexuali nu sunt examinați de rutină pentru infecțiile cu transmitere sexuală. Acest lucru este periculos în culturile care favorizează sexul neprotejat și duce la cheltuieli în serviciile de sănătate. În 1992, Australia a estimat o pierdere de 96 milioane de dolari din veniturile fiscale din câștigurile nedeclarate ale prostituției.

### Aboliționism
În aboliționism, prostituția nu este interzisă, dar majoritatea activităților asociate sunt ilegale, încercându-se să se facă mai dificilă angajarea în prostituție, aceasta fiind văzută ca o problemă socială. Prostituția (schimbul de servicii sexuale pentru bani) este legală, dar activitățile înconjurătoare, cum ar fi solicitarea în public, operarea unui bordel și alte forme de proxenetism sunt interzise. Printre țările care folosesc acest sistem se numără Italia și Regatul Unit.

### Neo-aboliționism
Neo-aboliționismul consideră prostituția ca fiind intrisec abuzivă și o formă de violență împotriva femeilor. Prostituatele nu sunt urmărite penal, dar clienții și proxeneții lor sunt. În 1999, după o campanie de lobby a unei coaliții de feministe și creștini, Suedia a criminalizat cumpărarea, dar nu vânzarea, de sex, iar neo-aboliționismul a devenit cunoscut și sub numele de „modelul nordic”. Acest model a fost adoptat și de Franța, Norvegia și Islanda (în Norvegia legea este chiar mai strictă, interzicând și sexul cu o prostituată în străinătate).
În 1949, Adunarea Generală a ONU a adoptat o convenție prin care se afirmă că „prostituția și răul însoțitor al traficului de persoane în scopul prostituției sunt incompatibile cu demnitatea și valoarea persoanei umane”. Această convenție cere părților semnatare să pedepsească proxeneții, proprietarii de bordeluri și să abolească orice tratament special sau înregistrare a prostituatelor.
În februarie 2014, membrii Parlamentului European au votat o rezoluție non-legislativă (343 de voturi pentru, 139 voturi împotrivă și 105 abțineri) în favoarea „Modelului suedez” de criminalizare a cumpărării, dar nu a vânzării de sex.

### Prohibiționism
În prohibiționism, atât prostituatele cât și clienții sunt criminalizați și sunt considerați infractori. Atunci când este ilegală, prostituția este folosită în șantaj.

## Prostituția de supraviețuire
Prostituția de supraviețuire (sex de supraviețuire) desemnează practicarea relațiilor sexuale în schimbul unor bunuri sau servicii esențiale pentru trai, cum ar fi hrană, adăpost, îmbrăcăminte, produse de igienă sau protecție. Acest fenomen apare în contexte de vulnerabilitate extremă și este motivat nu de dorința de câștig, ci de nevoia imediată de supraviețuire. Termenul este frecvent folosit în cercetări din domeniile sociologiei, sănătății publice și asistenței sociale.
Prostituția de supraviețuire este asociată cu o serie de consecințe, printre care se numără expunerea crescută la abuz, exploatare și violență, lipsa accesului la îngrijire medicală, stigmatizarea socială, dificultatea de a ieși din ciclul sărăciei, precum și expunerea la infecții cu transmitere sexuală și sarcini nedorite.

### Factori
- Lipsa unui adăpost stabil,
- Sărăcia extremă,
- Absența sprijinului familial sau social,
- Consum de substanțe (droguri, alcool),
- Statut precar de migrant sau refugiat,
- Colapsul instituțiilor publice (în urma conflictelor armate sau a dezastrelor naturale),
- Discriminare sistemică (etnică, de gen, sexuală),
- Lipsa accesului la educație,
- Lipsa accesului la oportunități de muncă,
- Vârstă înaintată și lipsa resurselor economice,
- Apartenența la caste sau comunități marginalizate (precum grupul Badi din Nepal sau femeile Kisaeng din Coreea istorică),
- Experiența violenței domestice,
- Traficul de persoane.

## Tipuri de prostituție
Prostituția poate lua forme variate, în funcție de modul de desfășurare a activității, locația, relația cu clientul sau intermediarul, precum și de contextul cultural și juridic.

### Prostituția stradală

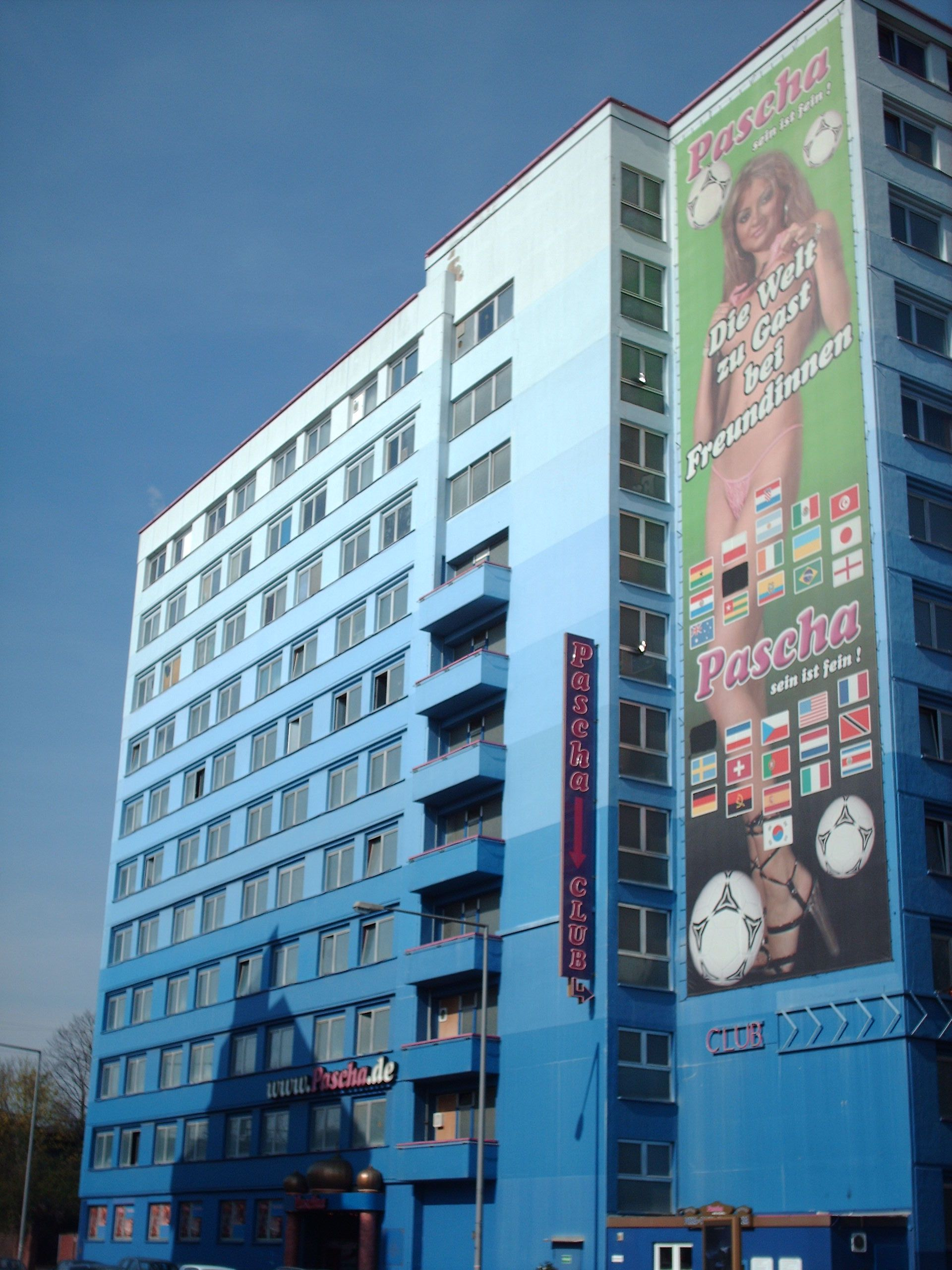
Bordelul Pascha din Germania, cel mai mare din Europa

Prostituția stradală este una dintre cele mai vizibile forme de prostituție în care prostituatele își oferă serviciile în spații publice, de regulă pe străzi sau în cartiere special cunoscute pentru această activitate. Contactul cu clientul are loc în mod direct, iar actul sexual se desfășoară frecvent în mașina clientului sau într-o locație apropiată. În unele regiuni, prostituatele stradale pot fi organizate în grupuri sau „piețe informale”, așa cum se întâlnește în anumite zone din Europa de Est.

### Bordelurile

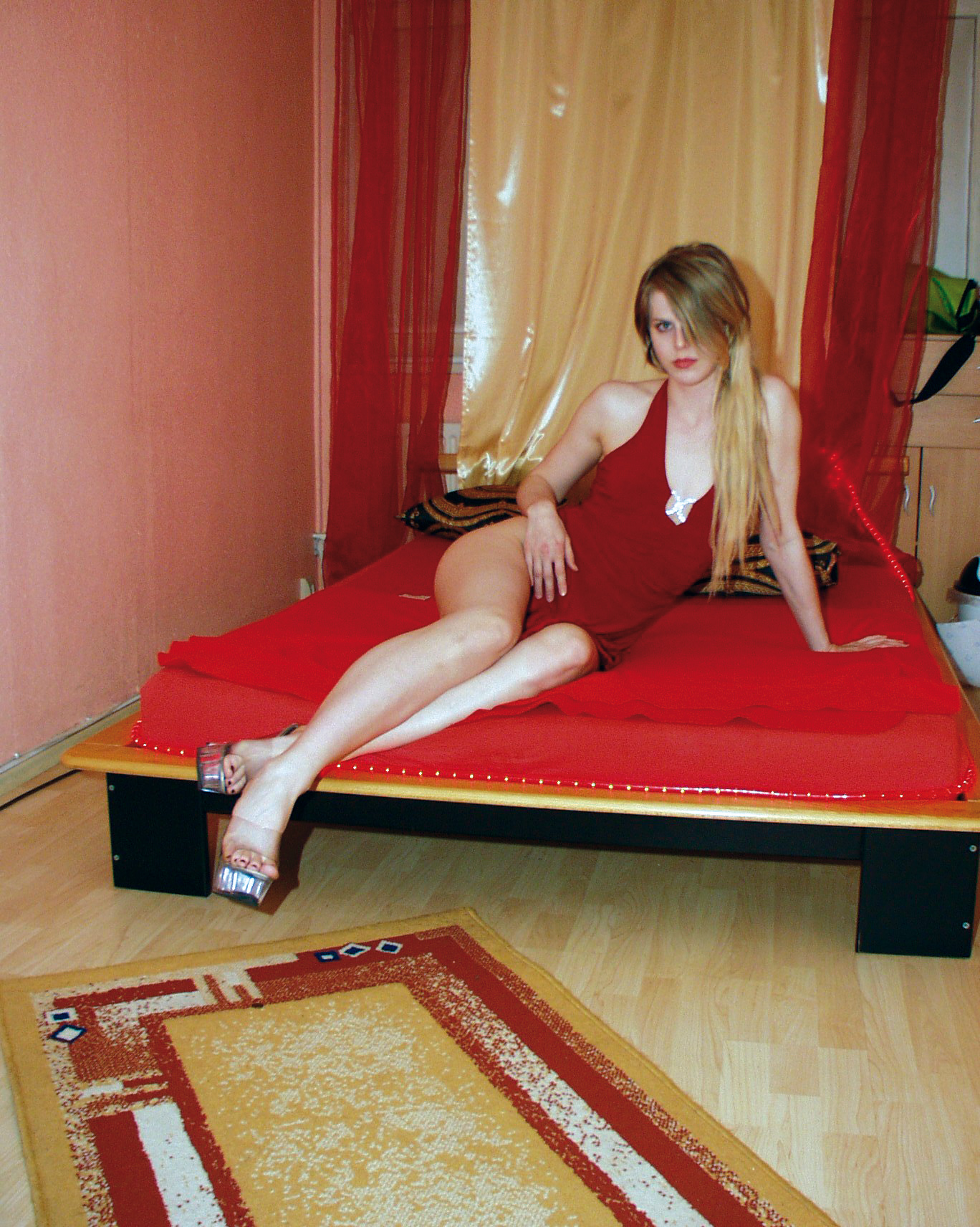
Autoportretul unei prostituate germane într-un bordel

Bordelul este o locație destinată exclusiv desfășurării de activități sexuale contra cost, unde mai multe persoane practică prostituția sub administrarea unei entități organizate. Bordelurile pot fi legale, reglementate și supuse controlului sanitar în unele state, iar în altele funcționează ilegal sau sub acoperirea unor alte activități comerciale, precum saloanele de masaj.

### Serviciile de escortă
Escortele oferă companie contra cost, iar în unele cazuri și activități sexuale, deși acestea din urmă nu sunt întotdeauna explicit menționate. Distincția principală între serviciile de escortă și alte forme de prostituție constă în natura discreției și confidențialității, precum și în abordarea mai subtilă a promovării acestor servicii. Acestea sunt promovate de obicei prin intermediul internetului, inclusiv pe platforme de socializare sau site-uri dedicate, sau prin agenții specializate.

### Prostituția virtuală
Prostituția virtuală se desfășoară prin intermediul telefonului, internetului sau al camerelor video. Deși contactul fizic este absent, aceste practici sunt încadrate în unele jurisdicții ca forme de prostituție sau muncă sexuală. Odată cu avansul tehnologiei, prostituția virtuală a evoluat semnificativ, cu platforme care permit prostituatelor să își protejeze identitatea și să își controleze mai ușor serviciile. Există, de asemenea, o creștere a popularității aplicațiilor de live-streaming și a altor platforme interactive.

### Prostituția de lux
Prostituția de lux implică prestarea de servicii de companie de către persoane selecte, care sunt angajate să fie însoțitori pentru clienți din cercuri sociale înalte. Aceste prestatoare de servicii sunt implicate și în evenimente de lux, petreceri exclusive sau cine, unde rolul lor principal este de a însoți clienții și de a le oferi companie. Prostituția de lux presupune un nivel ridicat de discreție, confidențialitate și profesionalism. Aceste femei fiind selectate după aspectul fizic, educație și comportament elegant.

### Prostituția la fereastră

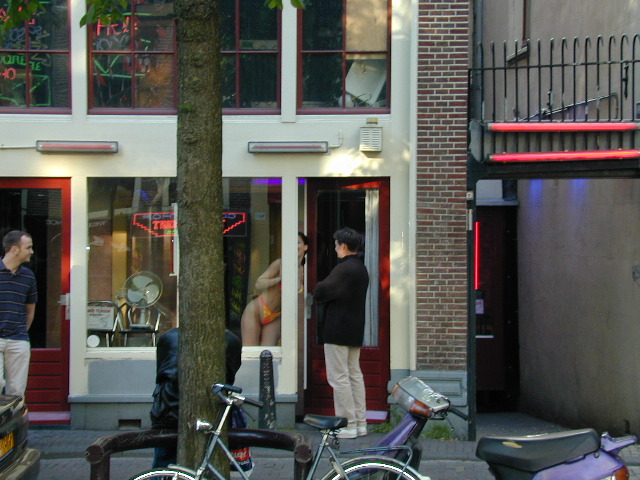
Prostituată dintr-un bordel din Amsterdam, întâmpinând clienții

Această formă este specifică Țărilor de Jos, unde prostituatele închiriază spații comerciale cu vitrine orientate spre stradă, prin care pot atrage clienți. Activitatea se desfășoară legal în anumite zone desemnate, iar prestatoarele negociază direct termenii cu clientul. Modelul este exportat și în alte țări europene unde legislația o permite.

### Turismul sexual

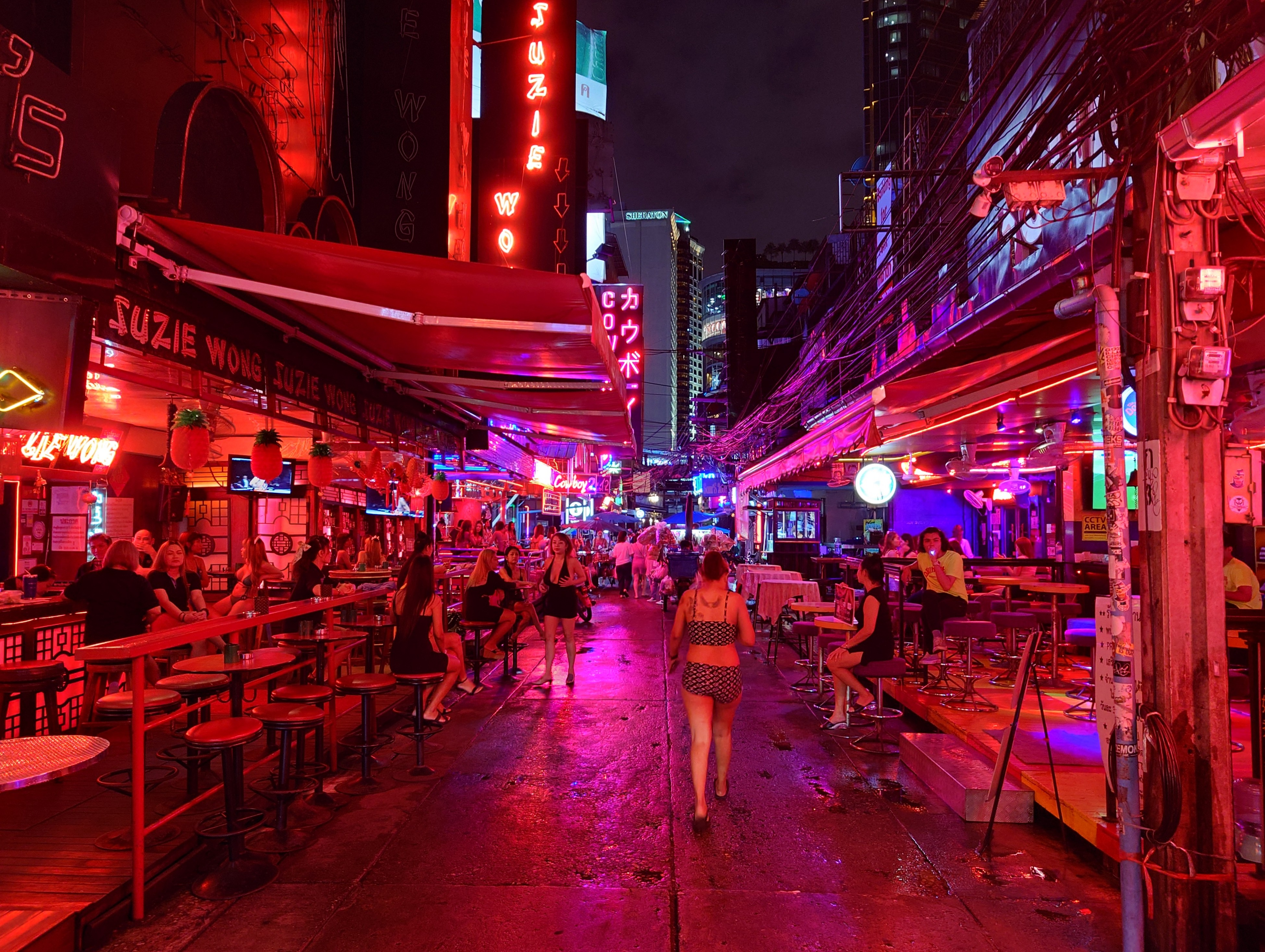
un district roșu din Bangkok

Turismul sexual este asociat cu țări în care prostituția este parțial reglementată sau tolerată, cum ar fi Thailanda, Țările de Jos și Brazilia. Aceste destinații atrag turiști în căutarea unor servicii sexuale comerciale, motivați de prețuri mai mici sau de reglementări permisive privind prostituția.
Această formă implică deplasarea deliberată a unor persoane în alte țări sau regiuni în scopul de a accesa servicii sexuale comerciale. Turismul sexual este deseori asociat cu inegalități economice și sociale și ridică probleme legate de consimțământ, exploatare și traficul de persoane.

### Prostituția forțată

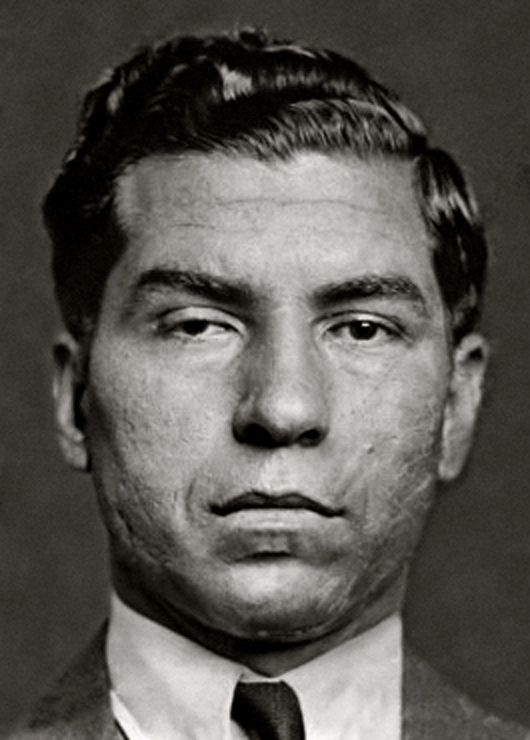
Gangsterul Charles Luciano a fost condamnat pentru prostituție forțată în SUA în 1936

Prostituția forțată (trafic de femei, comerț cu sex, trafic de carne vie, proxenetism) se referă la situațiile în care o persoană este constrânsă, prin diverse metode, să presteze servicii sexuale împotriva voinței sale. Prostituția forțată este o formă de sclavie modernă și este strâns legată de traficul de persoane, o infracțiune internațională gravă. Aceasta poate include violența fizică sau psihologică, amenințări, manipulare, trafic de persoane sau abuzuri emoționale și financiare, fiind considerată cea mai gravă formă de exploatare. Victimele sunt controlate de către proxeneți sau traficanți care le aduc în mod ilegal în țări sau regiuni unde prostituția este reglementată sau tolerată și ținute într-o stare de dependență, izolare și teamă. Aceste victime necesită asistență psihologică, juridică și socială pe termen lung.
În Europa, de la căderea Cortinei de fier în 1991, fostele țări din blocul estic, precum Albania, Moldova, România, Bulgaria, Rusia, Belarus și Ucraina, au fost identificate ca principalele surse de trafic de femei și copii. Tinerele și fetele sunt adesea atrase în țări mai bogate prin promisiuni de bani și locuri de muncă, fiind apoi reduse la sclavie sexuală. Se estimează că două treimi dintre țările traficate anual pentru prostituție la nivel mondial provin din Europa de Est și China, dintre care trei sferturi nu au mai practicat prostituția anterior. Destinațiile principale sunt Belgia, Țările de Jos, Germania, Italia, Turcia, Israel, Emiratele Arabe Unite și Statele Unite.

## Prostituția în România
În România, prostituția nu este reglementată ca activitate legală, dar este tratată ca o contravenție atunci când este săvârșită în locuri publice, inclusiv tolerarea acestora în anumite locații (de exemplu hoteluri, moteluri, baruri, cluburi).
În ceea ce privește proxenetismul, legea română definește această infracțiune ca fiind implicarea unei persoane în recrutarea, determinarea sau sprijinirea altora pentru a practica prostituția, în scopul obținerii de beneficii financiare. Proxenetismul este pedepsit cu închisoare de la 2 la 7 ani și interzicerea unor drepturi.
În ceea ce privește traficul de persoane, legea română definește această infracțiune ca fiind recrutarea, transportul și exploatarea unor persoane ptnru scopuri de prostituție sau alte forme de abuz sexual. România este o țară de origine, tranzit și destinație pentru victimele traficului de persoane, majoritatea fiind minore sau femei vulnerabile exploatate sexual de rețele de traficanți. Traficul de persoane este pedepsit cu închisoarea de la 3 la 10 ani și interzicerea unor drepturi. Pentru exploatarea minorilor sunt pedepse de până la 20 de ani de închisoare.

### Drepturi interzise
Există și măsuri complementare pe lângă închisoare, acestea împiedică reintegrarea rapidă a persoanelor condamnate în medii care ar facilita recidiva și pentru a proteja ordinea publică.
- Dreptul de a participa la alegeri
- Dreptul de a ocupa o funcție publică
- Dreptul de a exercita o profesie sau activitate (ex. manager de club, administrator de hotel etc.)
- Dreptul de a fi ales în autorități publice sau în funcții elective (poziții de conducere)
- Dreptul de a comunica cu anumite persoane sau de a se apropia de anumite locuri (grădinițe, școli, licee)
- Dreptul de a deține, purta și folosi arme

### Istoria prostituției în România

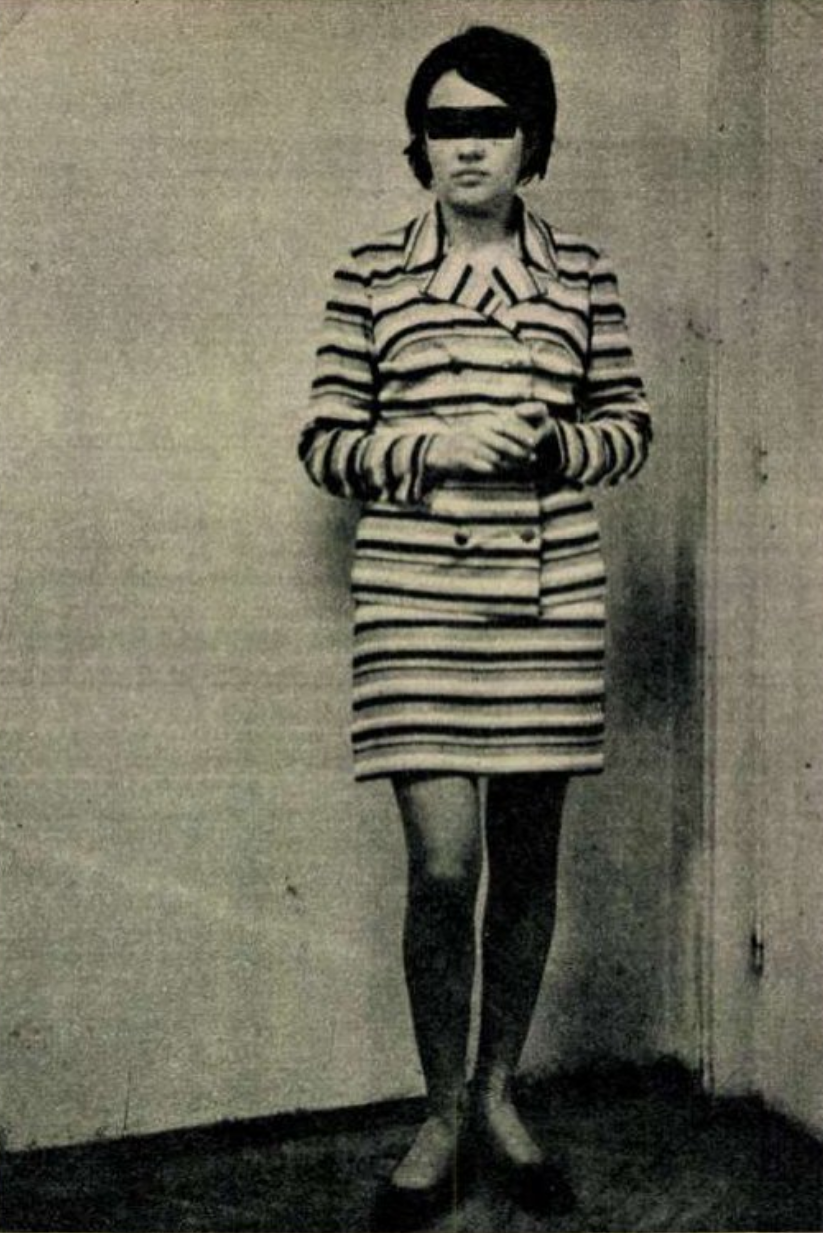
Prostituată română, condamnată pentru parazitism social în Constanța, 1970

Prima încercare de reglementare a prostituției s-a realizat în 1859, după ce cu șase ani mai devreme fusese introdusă obligativitatea „conduitei”. Matroanele bordelurilor, numite „femei pezevenghi”, își trimiteau fetele, discret, la control medical săptămânal. Din 1895 intră în vigoare un regulament după modelul francez, în care se interzicea, printre altele, plimbarea prostituatelor pe diferite artere bucureștene la orele promenadei.
Între 1862 și 1930 a funcționat în România sistemul de inspirație reglementaristă, adică sistemul prostituției colective, a „pensionarelor de bordel” și al prostituției practicate individual cu o condicuță de sănătate. Condiția practicării era o înregistrare prealabilă la Poliție și la Serviciul Sanitar în evidența prostituatelor, după îndeplinirea cerințelor legate de o limită de vârstă și stare de sănătate.
În vara lui 1944, o prostituată făcea următoarea declarație cu privire la tarifele personale: „500 de lei fiecare client, cu două, trei rapoarte sexuale și dormit cu el”. Asta în condițiile în care salariul vremii oscila între 200 și 800 de lei. Spre exemplu, un mecanic de locomotivă, una dintre cele mai bine plătite meserii, avea în jur de 850 de lei și o pâine de 2,5 kg rație pe zi. Tot atunci a aparut «Livretul de economii» al prostituatei și obligația patronului de a depune la Casa de Economii 10% din încasările zilnice ale femeii. Persoanele care erau înregistrate intrau într-un regim de consultații periodice și primeau o condică care constituia noua „identitate” și permisul pentru exercitarea acestei ocupații.
În perioada comunistă, prostituția era reglementată sever, fiind considerată un delict ce aducea prejudicii ordinii sociale și morale. Aceasta era pedepsită cu închisoare de la 6 luni până la 3 ani.
În fostul Cod Penal al României, în vigoare până în 2014, prostituția era definită ca fapta persoanei care, în scopul de a-și procura mijloacele de existență sau principalele sale mijloace de trai, practica raporturi sexuale cu diverse persoane. Activitatea era considerată o infracțiune și era pedepsită cu închisoare de la 3 luni la 3 ani.
În anul 2015, un grup infracțional care acționa în județele Călărași și Ialomița vindea minore ca sclave sexuale, cu sume cuprinse între 600 și 1.000 euro.
În anul 2016, statisticile Interpol arătau că România a ajuns principalul furnizor de prostituate de pe piața europeană, devansând Ucraina și Rusia.

## Situația în alte țări

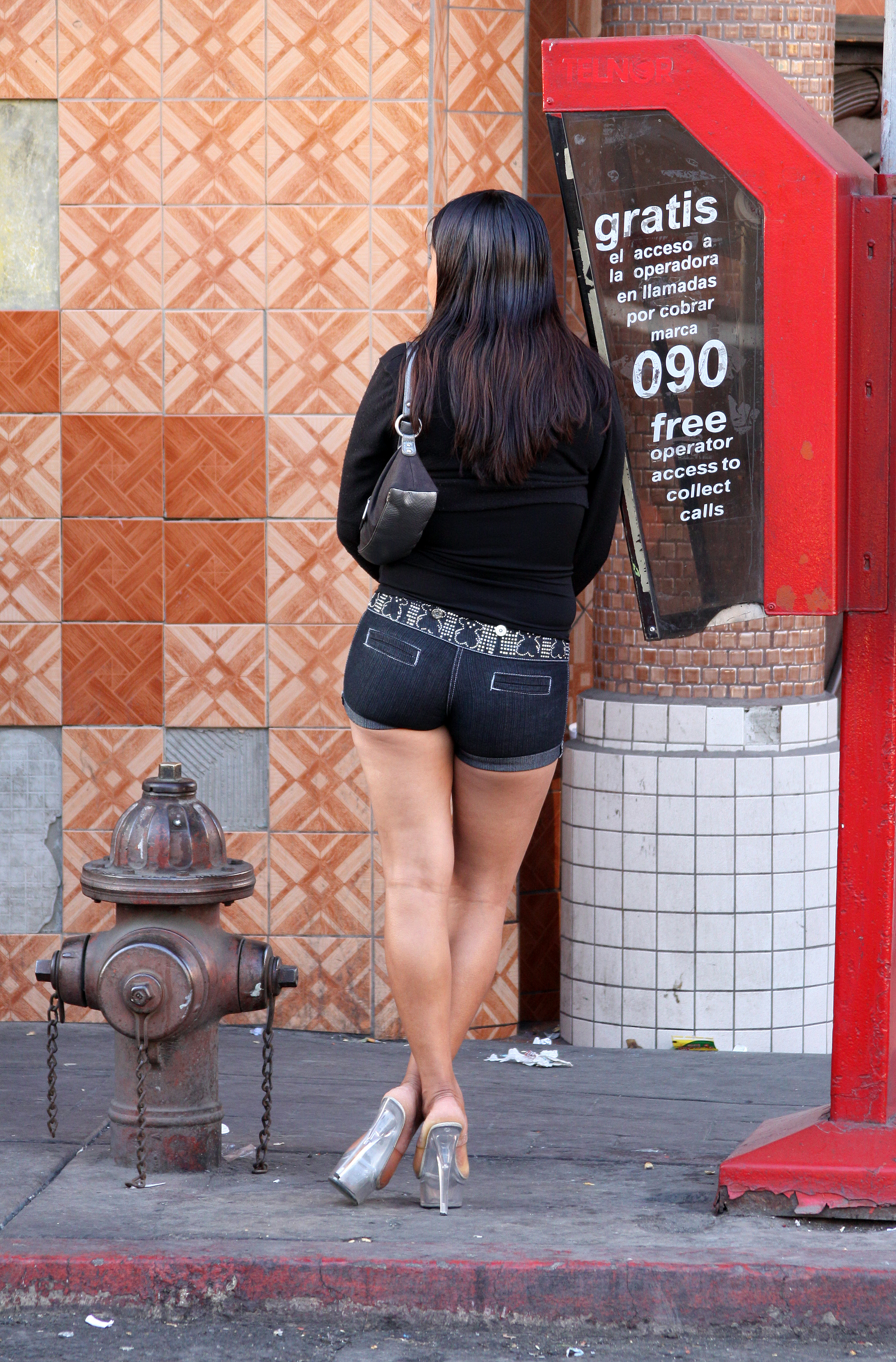
Prostituată din Tijuana, Baja California (Mexic)

Autoritățile din unele țări, ca Olanda, Germania, Austria, Grecia, Danemarca, Noua Zeelanda au legalizat prostituția. În Olanda, din ianuarie 2001, prostituția este considerată o profesie ca oricare alta, prostituatele au dreptul să ceară condiții igienice de muncă, siguranță la locul de muncă etc. și plătesc taxe din veniturile încasate din prostituție.
Prostituția este legală în statul Nevada încă din secolul al XIX-lea. În august 2014, existau 28 de bordeluri cu autorizație, cel mai vechi datând din 1902.
Islamul pedepsește dur adulterul. Cu toate acestea, prostituția a supraviețuit chiar și în țările musulmane. Bangladesh este una din puținele țări musulmane în care prostituția este legală. Bordelul Kandapara din districtul Tangail este cel mai vechi și al doilea ca mărime din Bangladesh, funcționând de aproape 200 de ani. Prostituție poate forma și ca o  căsătorie temporară  pentru o noapte, care oferă în mod oficial dreptul la sex și la mahr („cadou de nuntă”). O astfel de „căsătorie temporară” este permisă la șiiți, iar sunniților, fiind interzis, deoarece nu îndeplinește scopul de bază al căsătoriei (nașterea și creșterea copiilor). Cei care sunt încă necăsătoriți, implicați în adulter, sunt pedepsiți cu biciuire, iar cei căsătoriți pentru acest lucru sunt pedepsiți cu moartea prin rajm (este totuși de remarcat faptul că, conform Șariei, o astfel de pedeapsă este posibilă numai dacă există o mărturisire sau patru martori). În majoritatea țărilor musulmane aceste cerințe ale Șariei în practică nu sunt îndeplinite.

## Istorie
Istoricul grec Herodot menționa că în Orientul Mijlociu existau numeroase altare și temple dedicate diverselor divinități unde se practica prostituția sacră. Înregistrările sumeriene din jurul anului 2400 î.Hr. constituie cea mai veche mențiune de prostituție ca ocupație. Acestea descriu un bordel templu operat de preoți sumerieni în orașul Uruk. Acest templu (kakum) era dedicat zeiței Iștar și adăpostea trei clase de femei. Prima clasă avea voie doar să participe la ritualuri sexuale în templu; a doua clasă avea acces în curtea templului și deservea vizitatorii; iar a treia clasă, cea de jos, trăia în incinta templului și avea libertatea de a-și găsi clienți și pe stradă.
Prostituția masculină era răspândită în Sardinia și unele culturi feniciene în onoarea zeiței Astarte. Prostituția sacră și forme similare a femeilor au fost prezente în Grecia, Roma, India, China și Japonia. Astfel de practici au luat sfârșit în Europa în anii 320 d.Hr. atunci când împăratul Constantin, a distrus templele zeițelor și a înlocuit practicile religioase cu creștinismul.

### Grecia antică

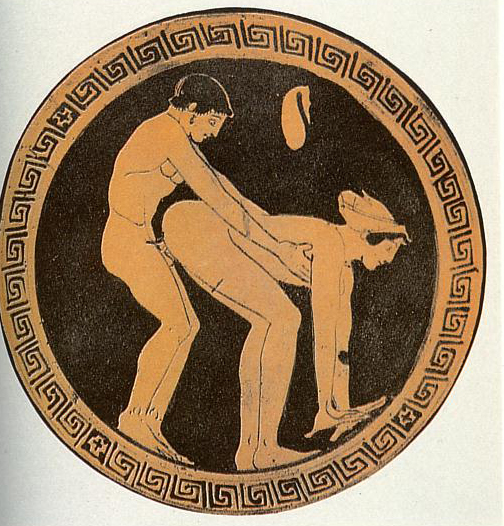
Client și prostituată (o pungă de bani atârnă pe perete)

În Grecia antică, atât femeile, cât și bărbații practicau prostituția. Cuvântul greces pentru prostituată este porne, derivat din verbul pernemi (a vinde). Prostituatele femei erau obligate să poarte haine distinctive și să plătească taxe. Solon a instituit primele bordeluri ale Atenei în secolul al VI-lea î.Hr, iar cu veniturile obținute din această activitate a construit un templu dedicat zeiței Afrodita, zeița plăcerii sexuale. Cu toate acestea, proxenetismul era strict interzis. În Cipru și în Corint, se practica un tip de prostituție religioasă, în care templul adăpostea, potrivit lui Strabon, mai mult de o mie de prostituate. În secolul al V-lea, prețul era de 1 obol, adică o șesime de drahmă, echivalentul unei zile de muncă pentru un lucrător obișnuit.

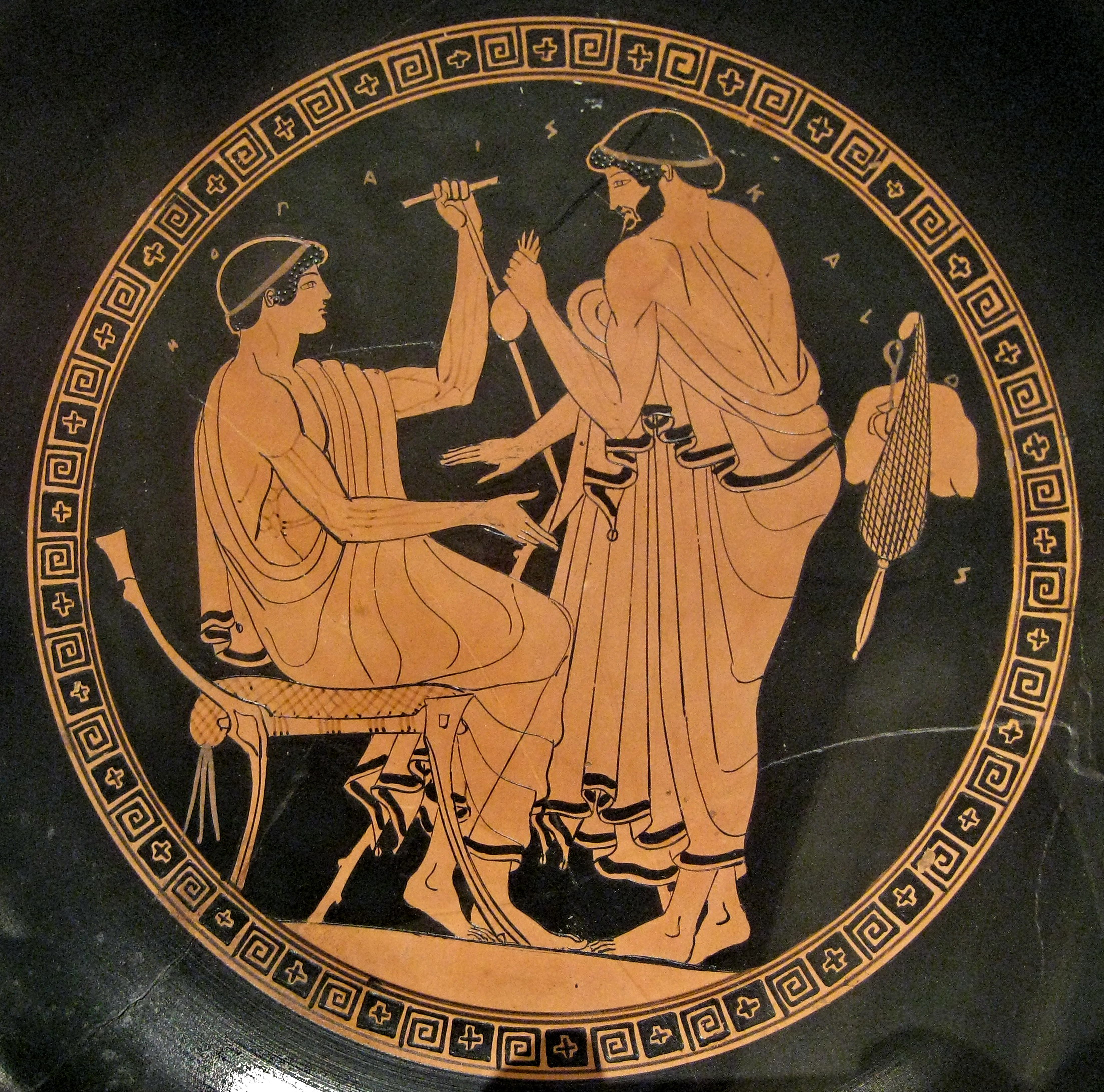
Cylix grec reprezentând un bărbat cerând favoruri sexuale unui tânăr prostituat în schimbul unor monede. (Metropolitan Museum of Art, New York)

Prostituția masculină era comună în Grecia și era practicată de băieți adolescenți. Băieții sclavi lucrau în bordeurile masculine din Atena, în timp ce băieții liberi care își vindeau favorurile riscau să-și piardă drepturile politice ca adulți. Clienții erau predominant bărbați. Atena colecta o taxă din veniturile obținute atât de prostituatele femei, cât și de cele masculine.
Fiecare categorie specializată avea un nume propriu:
- cele care lucrau în aer liber, „culcate” (chamaitypaí)
- cele care își întâlneau clienții în timp ce mergeau și apoi lucrau în casele acestora (perepatetikés)
- cele care lucrau în apropierea podurilor (gephyrídes)

### Roma antică
Prostituția în Roma antică era legală, publică și răspândită. Chiar și bărbații romani de cea mai înaltă clasă socială aveau libertatea de a se angaja cu prostituate de orice sex fără a risca disaprobarea morală, cu condiția să dovedească autocontrol și moderație în frecvență. Unele bordeluri mari din secolul IV, când Roma începea să se creștineze, păreau a fi atracții turistice și erau posibil deținute de stat. Deși prostituția era larg acceptată, prostituatele erau adesea considerate rușinoase, fiind sclavi sau foști sclavi, iar dacă erau libere prin naștere, erau considerate persoane fără statut social (infames). Pe măsură ce Imperiul creștea, prostituatele erau adesea sclavi străini, cumpărați sau crescuți în scopul prostituției.
Campaniile religioase împotriva sclaviei, în perioada și după căderea Imperiului, au transformat prostituția într-o afacere. Sub Iustinian cel Mare, istoricul Procopius din Cezareea a afirmat că împărăteasa Teodora fusese o prostituată-actriță înainte de a ajunge la tron. Totuși, legislația lui Iustinian a vizat reducerea prostituției femeilor minore în anul 529 și a anulat legalitatea contractelor dintre proxeneți și prostituatele lor în 535. În același timp, acesta a exclus femeile angajate în taverne și hanuri de la pedeapsa pentru adulter, având în vedere că prostituția era considerată o parte a activității lor; acest lucru a dus la dreptul canonic de a interzice clericul să folosească astfel de locații.

### Lumea islamică
În secolul al VII-lea, Mohamed a declarat că prostituția este interzisă. Cu toate acestea, sclavia sexuală prin concubinaj în islam nu era considerată prostituție și a fost foarte comună în timpul comerțului cu sclavi arab din Evul Mediu și până în perioada modernă timpurie, continuând până în secolul al XX-lea. Femei și fete din Caucaz, Africa, Asia Centrală și Europa erau capturate și serveau drept concubine în haremurile lumii arabe. Acesta a fost modul de a rezolva interdicția prostituției, deoarece era permis ca un bărbat să întrețină relații sexuale cu sclava sa.
Deoarece principiul concubinajului în islam, conform Legii Islamice, permitea unui bărbat să aibă relații sexuale cu sclava sa, prostituția era practicat de un proxenet care vindea sclava sa pe piața de sclavi unui client, care era permis să întrețină relații sexuale cu ea ca noul ei stăpân; iar apoi își returna proprietatea asupra ei proxenetului sub pretextul nemulțumirii după relația sexuală, ceea ce era un mod legal și acceptat de prostituție în lumea islamică.
Fluxul de sclavi din comerțul transsaharian, comerțul cu sclavi din Marea Roșie, comerțul cu sclavi din Oceanul Indian, comerțul cu sclavi din Balcani, comerțul cu sclavi din Marea Neagră și alte rute a continuat deschis până când sclavia în Arabia Saudită, sclavia în Yemen, sclavia în Emiratele Arabe Unite și sclavia în Oman au fost interzise în anii 1960 și 1970 și înlocuite ulterior cu traficul de persoane.

### Secolul al XVIII-lea
Antropologul Stanley Diamond remarcă faptul că prostituția era încurajată în Dahomey (astăzi Benin) deoarece reprezenta o formă de obținere a veniturilor din taxe pentru stat. În 1793, prostituatele erau distribuite de autoritățile civile în diverse sate, iar prețul serviciilor era stabilit prin decret civil. Responsabilitatea prostituatelor era de a oferi servicii oricărei persoane care putea plăti taxa.
Conform arhivelor otomane, în băile turcești existau bărbați tineri care ajutau clienții la spălarea și frecarea corpului, considerați lucrători sexuali. Textele otomane descriu cine erau aceștia, prețurile lor, de câte ori puteau să aducă clienților orgasm și detalii despre practicile lor sexuale.
Presupus în Veneția, prostituatele au început să folosească prezervative din intestin de vacă.

### Secolul al XIX-lea

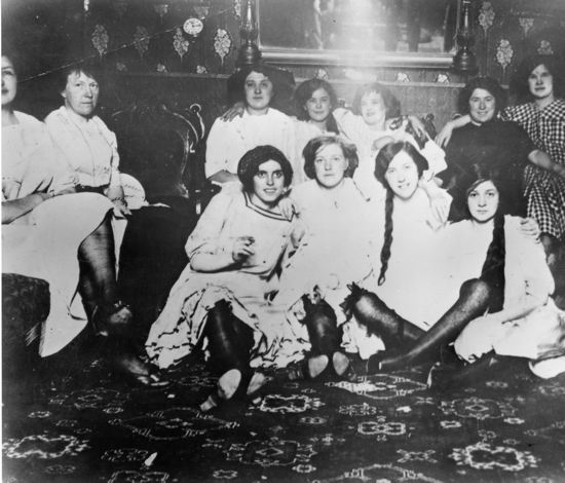
Femei într-un bordel din San Francisco, 1870

În America de Nord Britanică, prostituția era văzută ca un „rău necesar” care ajuta la fidelitatea în căsnicie, mai ales ca un sistem ce permitea bărbaților să obțină sex atunci când soțiile lor nu doreau. Freedman documentează faptul că prostituția nu era considerată o crimă în prima parte a secolului XIX și, astfel, bordelurile erau tolerate în orașele americane, iar legile împotriva prostituatelor individuale erau aplicate doar ocazional.
În anii 1830, prostituția devenea tot mai vizibilă în orașele din America de Nord, iar odată cu profesionalizarea forțelor de poliție, prostituatele vizibile, cum ar fi cele care lucrau pe stradă, riscau arestul.
În 1870, prostituția a fost legalizată și reglementată în orașul St. Louis, Missouri. Prostituatele erau licențiate de autoritățile de sănătate publică și erau obligate să participe la inspecții săptămânale pentru boli cu transmitere sexuală. Cu toate acestea, din cauza protestelor și demonstrațiilor organizate de femei și membri ai clerului, legislatorii din Missouri au abrogat legislația care permitea prostituția reglementată.
În secolul XIX și începutul secolului XX a existat o rețea de prostituate chineze și japoneze traficate în Asia, în țări precum China, Japonia, Coreea, Singapore și India Britanică, cunoscută sub numele de „Traficul de Sclavi Galbeni”. Existau, de asemenea, rețele de prostituate europene traficate în India, Ceylon, Singapore, China și Japonia în aceeași perioadă, cunoscut sub numele de „Traficul de Sclavi Albi”. Cea mai frecventă destinație pentru prostituatele europene din Asia erau coloniile britanice din India și Ceylon, unde sute de femei și fete din Europa continentală și Japonia erau violate de soldații britanici.

### Secolul XX
În timpul Primului Război Mondial, în Filipinele coloniale, Forțele Armate ale SUA au dezvoltat un program de gestionare a prostituției numit „Planul American”, care permitea armatei să aresteze orice femeie aflată în raza de cinci mile de o unitate militară. Începând cu anii 1910 și continuând în unele locuri până în anii 1950, Planul American a fost implementat în Statele Unite. Femeile erau obligate să raporteze unui ofițer de sănătate, unde erau forțate să se supună unor examinări invazive. Imigranții, minoritățile și săracii erau principalul obiectiv al acestui program. Dacă o femeie era găsită infectată, ea putea fi condamnată la un spital sau la o colonie agricolă până la vindecare.
În 1921, a fost semnată Convenția Internațională pentru Suprimarea Traficului cu Femei și Copii.
În timpul celui de-Al Doilea Război Mondial, soldații japonezi au fost implicați în prostituția forțată în timpul invaziilor lor din Asia de Est și Asia de Sud-Est. Aproximativ 200.000 de femei coreene și chineze, au fost forțate să devină prostituate în bordelurile militare japoneze din timpul războiului.
Guvernele comuniste au luat măsuri extinse pentru a suprima prostituția imediat după preluarea puterii, deși practica a persistat întotdeauna. În țările care au rămas nominal comuniste după sfârșitul Războiului Rece, în special în China, prostituția a rămas ilegală, dar era totuși răspândită. În multe țări foste sau actuale comuniste, depresia economică adusă de prăbușirea Uniunii Sovietice a dus la o creștere a prostituției.
Turismul sexual a apărut la sfârșitul seculului 20 ca un aspect controversat al globalizării. Turismul sexual era de obicei practicat de turiști din țări mai bogate, care călătoreau în scopul de a plăti pentru sex.
La sfârșitul secolului 20 a apărut o nouă abordare legală a prostituției, denumită modelul suedez. Aceasta include interdicția de a cumpăra, dar nu de a vinde, servicii sexuale. Astfel, doar clientul comite o infracțiune prin angajarea de sex plătit, nu prostituata. Legi similare au fost adoptate în Suedia (1999), Norvegia (2009), Islanda (2009), Canada (2014), Irlanda de Nord (2015), Franța (2016) și Republica Irlanda (2017).

### Secolul al XXI-lea
În secolul 21, afganii au reînviat o metodă de prostituție a băieților tineri, cunoscută sub denumirea de bacha bazi. Bacha bazi este o practică extrem de controversată și degenerată, care implică exploatarea tinerelor băieți.
Când Uniunea Sovietică s-a destrămat, mii de femei din Europa de Est au ajuns să fie prostituate în China, Europa de Vest, Israel, Turcia. Există zeci de mii de femei din Europa de Est și Asia care lucrează ca prostituate în Dubai.
Fetele devadasi din India sunt forțate de familiile lor să se dedice zeiței hinduse Renuka. Printre atribuțiile lor sunt incluse și servicii sexuale pentru templu.
În Germania, încercările de a dezvolta un cadru legislativ cuprinzător pentru prostituție în 2017 s-au confruntat cu opoziție puternică din partea lucrătorilor sexuali, cu mai puțin de 1% dintre prostituate acceptând să se supună obligației de înregistrare.

## Galerie

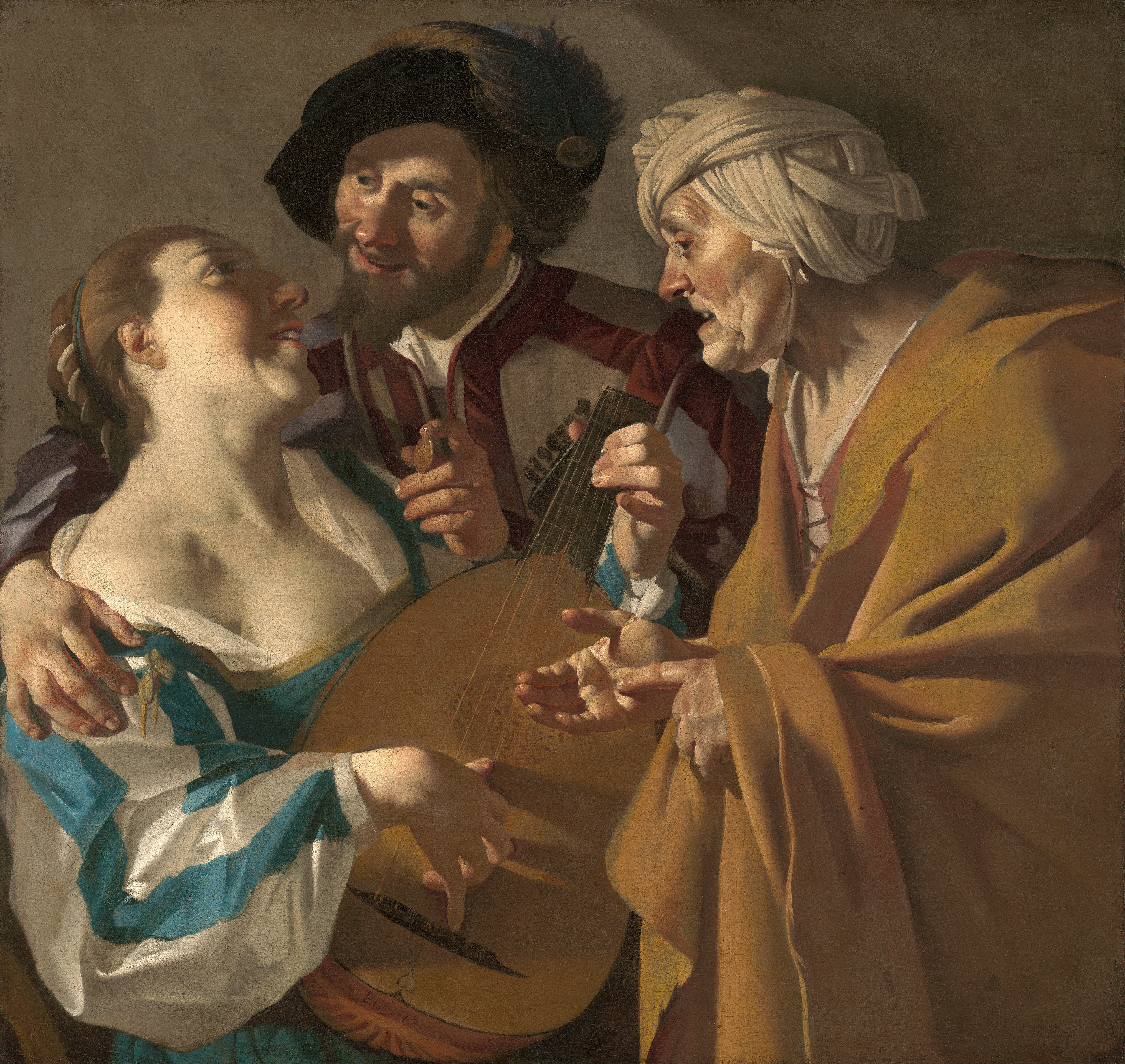
The Procuress de Dirck van Baburen, 1622
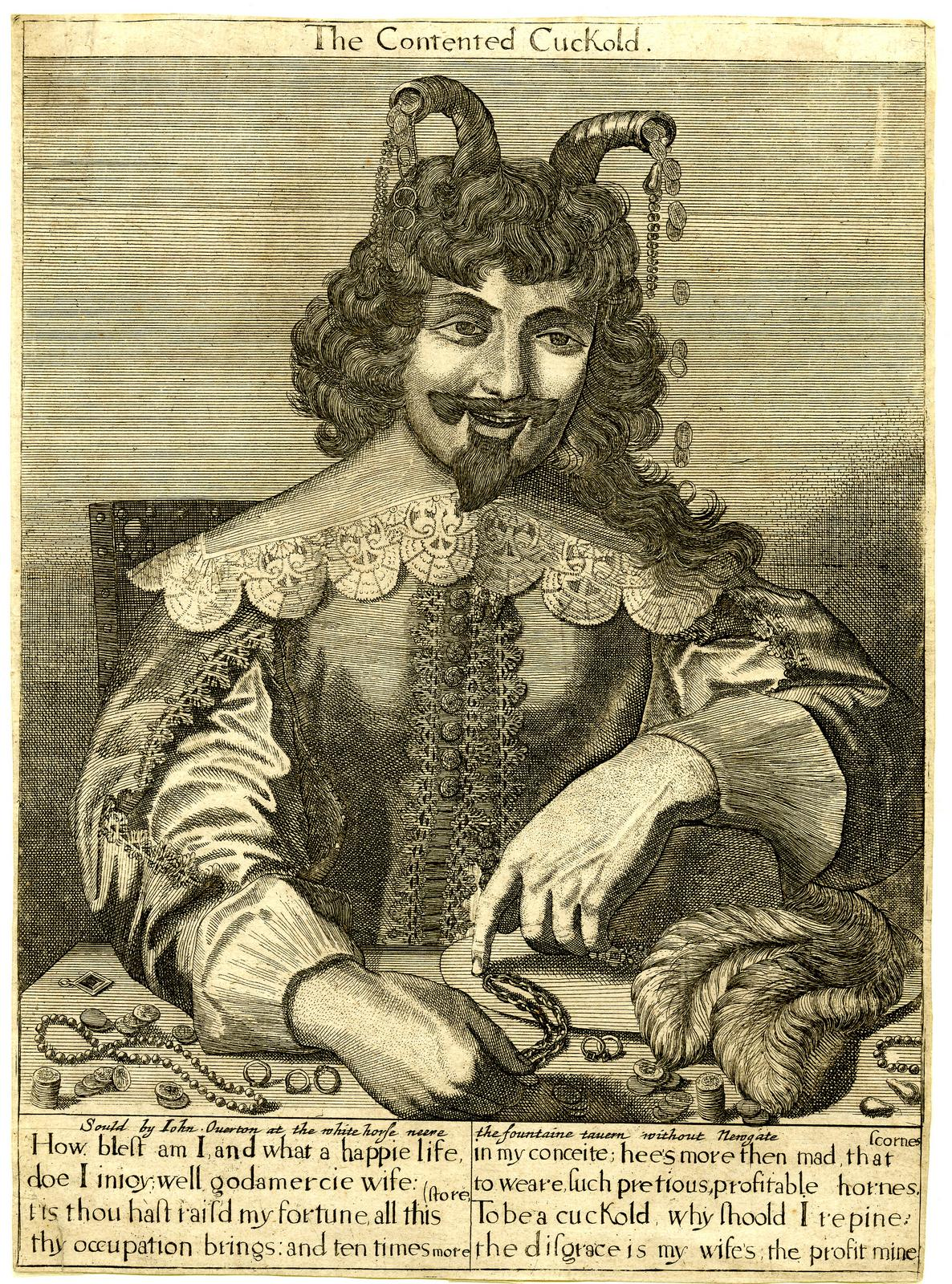
Gravură engleză din 1673 intitulată „The Contented Cuckold”. Linia finală spune „dizgrația este a soției mele; profitul este al meu”.
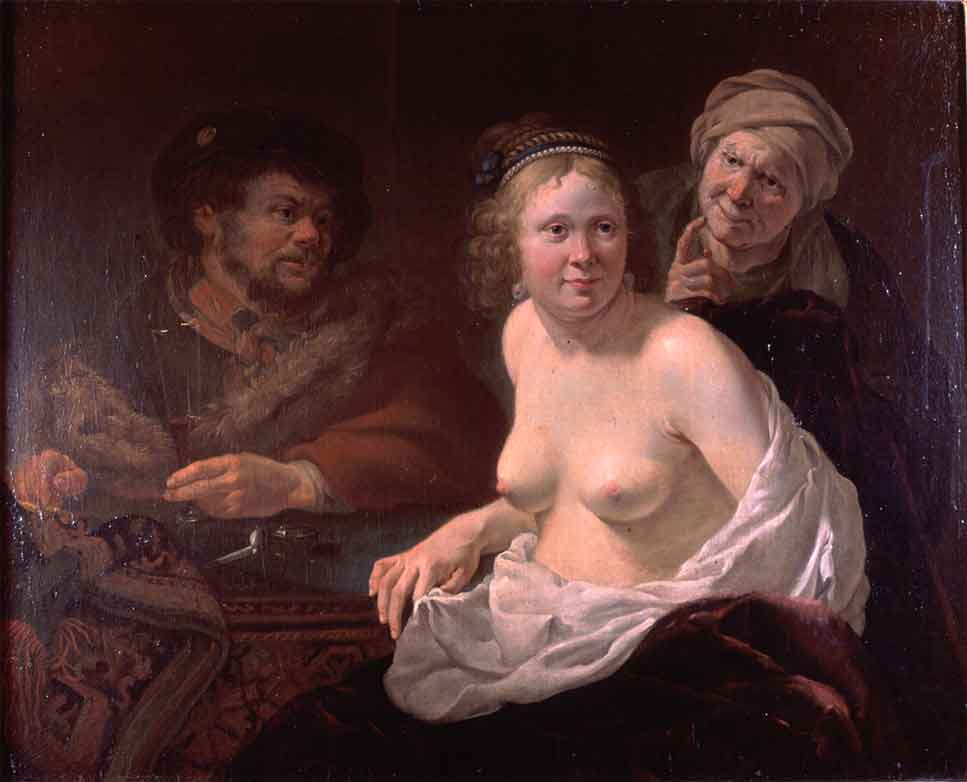
The procuress de Jan G. van Bronckhorst, 1636–1638
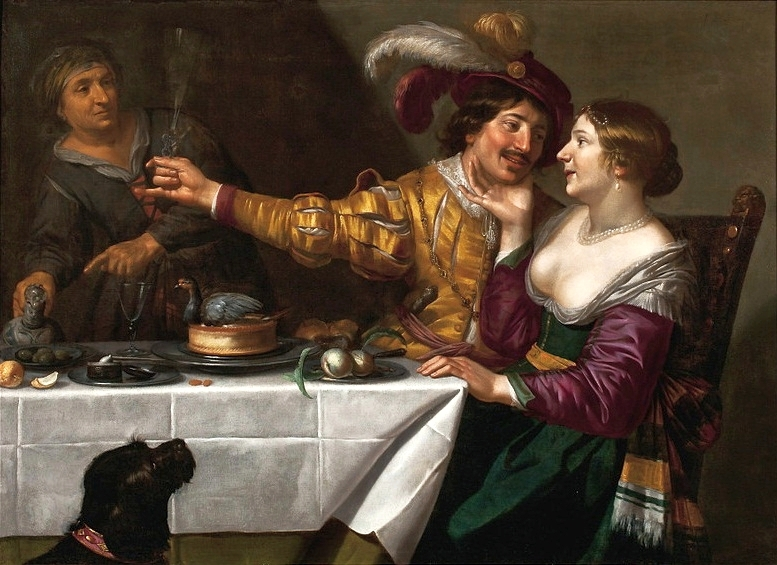
At the procuress, de Jan van Bijlert, secolul 17
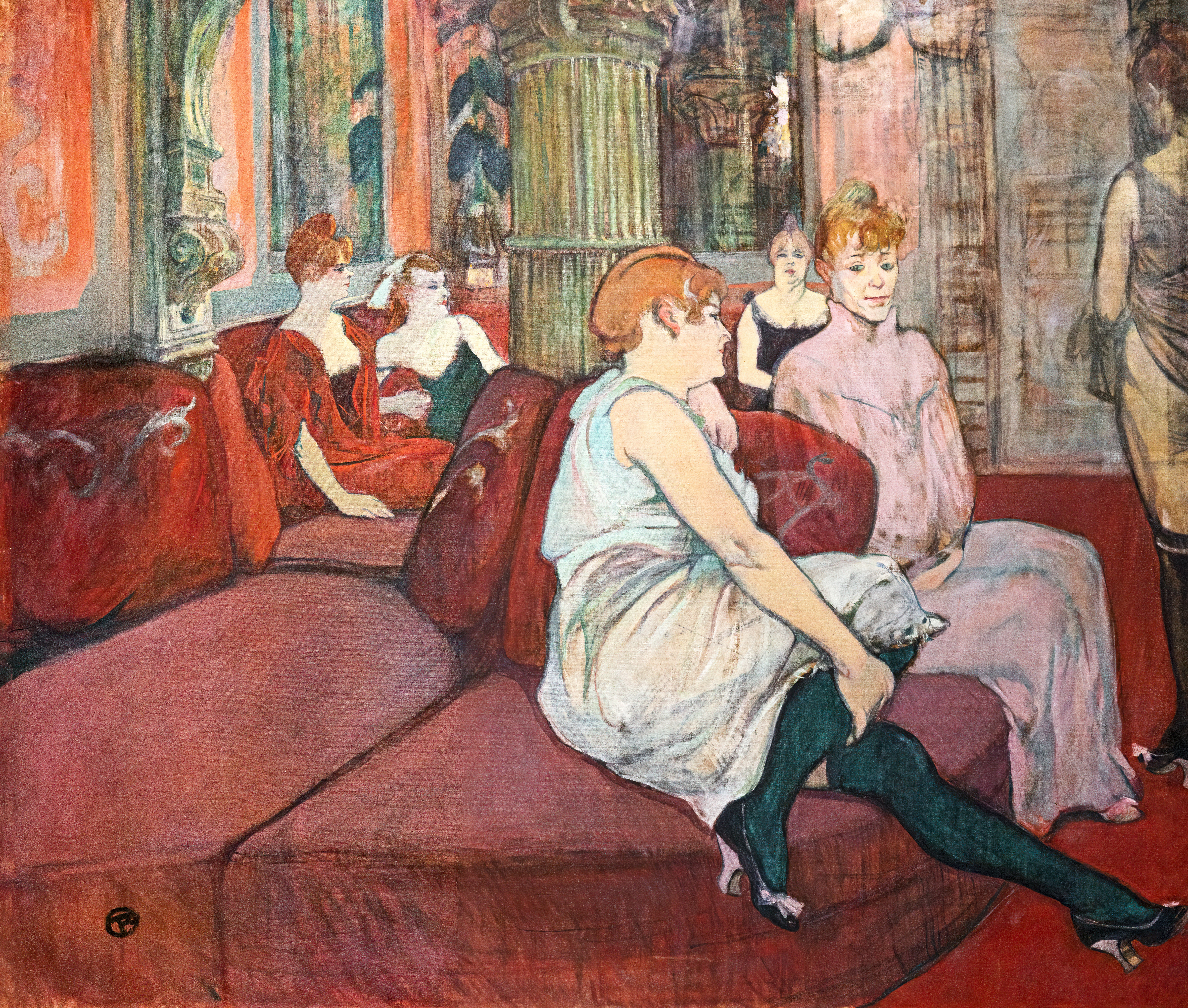
In Salon of Rue des Moulins, de Henri de Toulouse-Lautrec, 1894
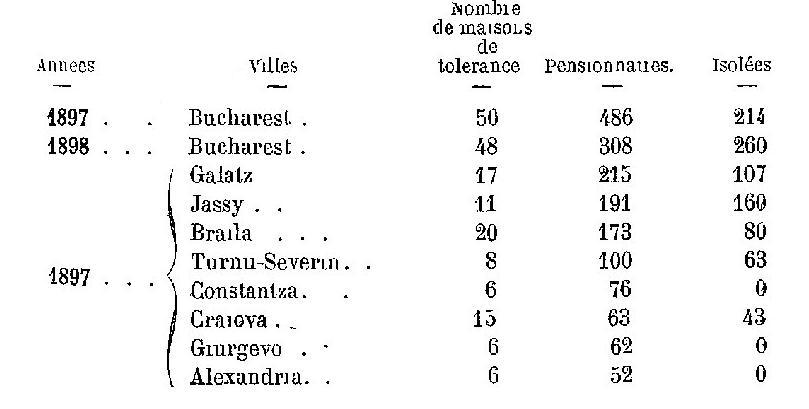
Distribuția prostituatelor din 1897 pe clase în nouă orașe cele mai populate din România
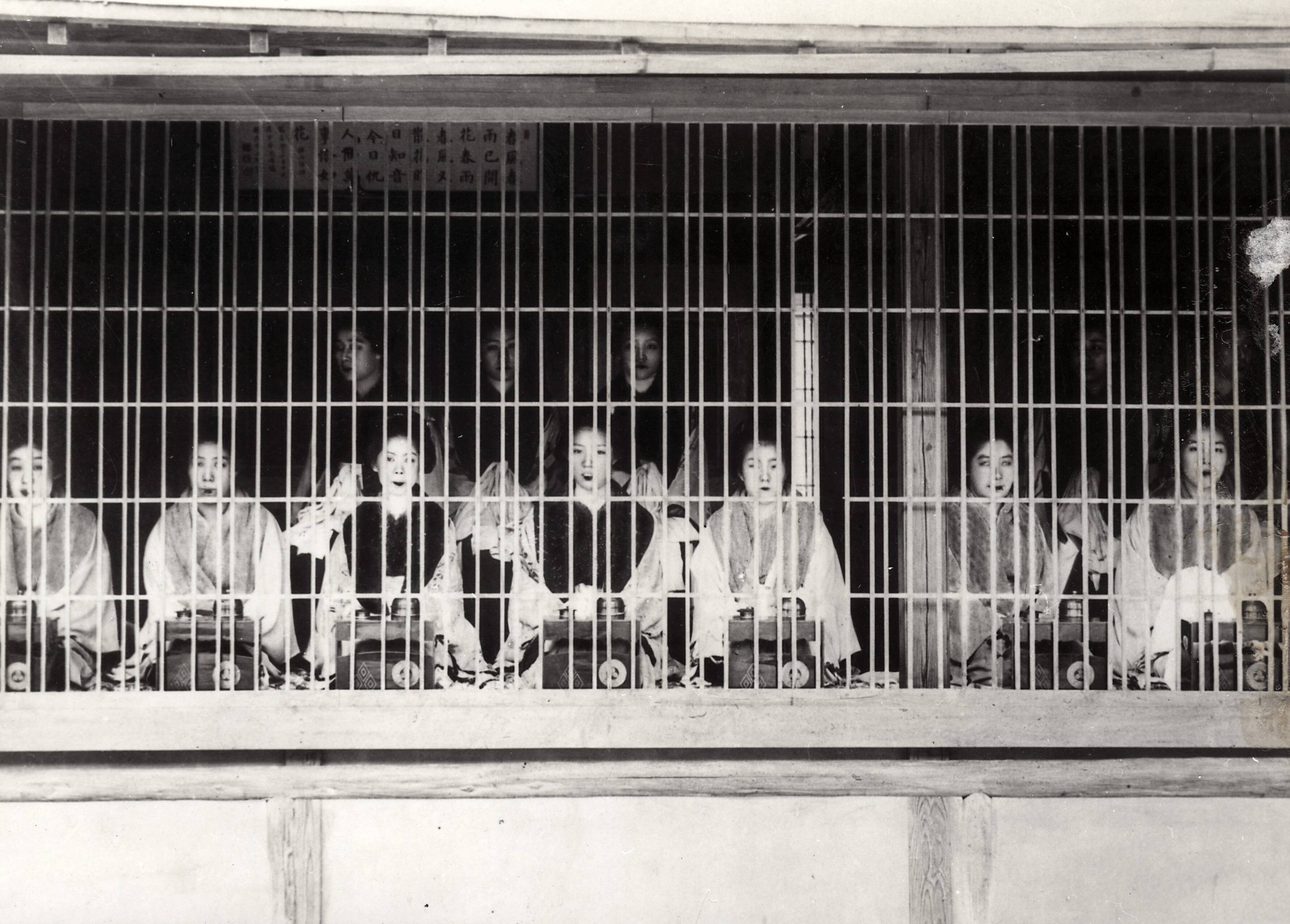
Prostituate expuse în Yoshiwara în timpul perioadei Meiji, Japonia
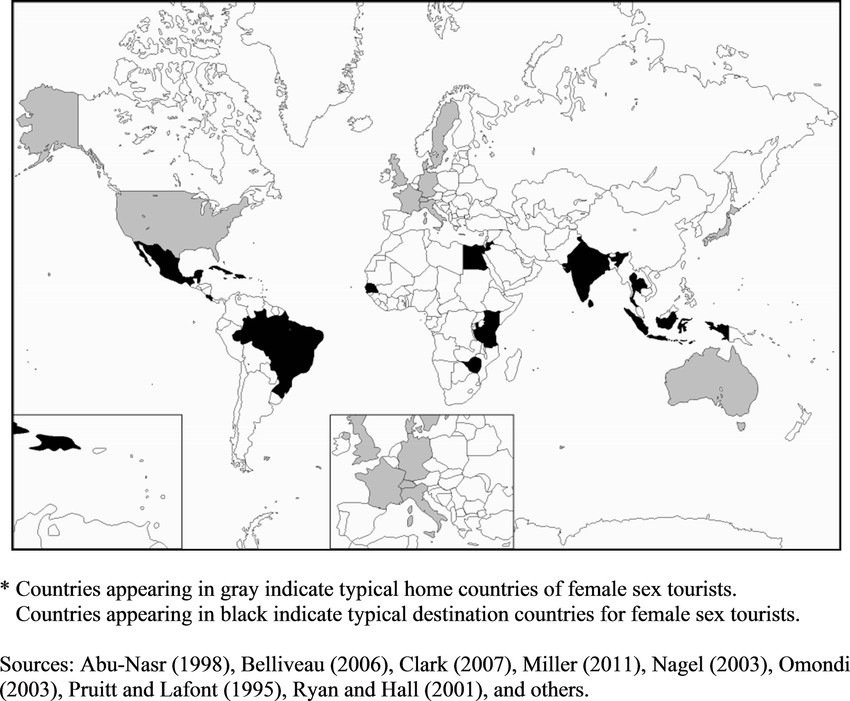
Țări de destinație pentru turiștii sexuali de sex feminin